# ريتشارد إلياس أندرسون
ريتشارد إلياس أندرسون (بالإنجليزية: Richard Elias Anderson)‏ مواليد 30 نوفمبر 1977 في أوتاوا، هو لاعب كرة سلة كندي سابق. بدأ مسيرته الاحترافية في سنة 2001. يبلغ طوله 6 قدم 6 بوصة (2.0 م). حقق المركز الثاني في بطولة أمم الأمريكتين لكرة السلة 1999. اعتزل اللعب في 2012.

## الميداليات
| الميدالية | المسابقة                             |
| --------- | ------------------------------------ |
| فضية      | بطولة أمم الأمريكتين لكرة السلة 1999 |

## روابط خارجية
- ريتشارد إلياس أندرسون على موقع الاتحاد الدولي لكرة السلة (الإنجليزية)
- ريتشارد إلياس أندرسون على موقع كرة السلة الأوروبية.كوم (الإنجليزية)
- ريتشارد إلياس أندرسون على موقع ريلجم (الإنجليزية)
- ريتشارد إلياس أندرسون على موقع بروبوليرز (الإنجليزية)